# Teto Medina
Marcelo José "Teto" Medina (Rosario del Tala, Entre Ríos; 13 de octubre de 1962) es un presentador de televisión argentino.

## Biografía
Cursó sus estudios primarios y secundarios en la Escuela Argentina Modelo. Al culminar sus estudios, cursó varias carreras universitarias, como abogacía, periodismo y publicidad. Su carrera comenzó como actor de publicidades, realizando varias durante su adolescencia. 
Fue conductor de varios éxitos televisivos como Champions TV, Skate, Bikes and co. y TetoNet. A principios de la década de 1990 integró el equipo de Videomatch, junto a Marcelo Tinelli, que se emitía en la medianoche de Telefe. Fue parte del programa durante un año y medio, e integró por dos el programa Ritmo de la noche. De allí pasó a Feliz domingo, y luego al panel de Indiscreciones, que conducía Lucho Avilés.
En 1992, lanzó su primer disco, donde se encuentra el hit "Mi chica de humo".
Luego se mudó a Asunción, Paraguay, donde en 1998 fue el conductor del exitoso programa Jugate al 13. Al retornar a Argentina, cocondujo con Georgina Barbarossa el programa Venite con Georgina.
Para principios de la década de 2000 trabajó como conductor de varios programas, entre los que se encuentra Tetonet, un programa dedicado a la informática, producido por él mismo y coconducido por Florencia Florio y Maximiliano Firtman. Ese mismo año concretó una alianza estratégica para el lanzamiento en Argentina de Odigo, un chat en línea que apareció después del ICQ y un tiempo antes de MSN. Era absolutamente innovador: en el chat aparecían en línea todas las personas que estaban cerca y navegando el mismo sitio de Internet. Odigo fue un GPS pionero.
Desde 2002 condujo el programa de televisión por cable Incorregibles que se emitió en Canal 26. Posteriormente, en 2006 trabajó en el programa de espectáculos llamado Vamos que venimos, en Magazine.
Desde 2007, comenzó a participar en el programa de televisión Convicciones junto a Lucho Avilés. En junio de ese mismo año reemplazó a Matías Alé en Bailando por un sueño y en noviembre también participó de Cantando por un sueño.
Obtuvo la llave de la ciudad de Rosario del Tala por su labor a favor de los Derechos Humanos.
En 2008 continúa en Convicciones, además conduce un programa radial solidario, y está en el panel fijo de Bendita TV de Canal 9.
En 2011 participó en la nueva edición de Cantando por un sueño 2011. También fue conductor de Lo mejor de Viviana, Lo mejor de Bendita, Este es el show y conductor de Lo mejor de Soñando por bailar 2.
Fue conductor de La hora de Teto por Argentinísima satelital, de El Chimentero por Ciudad Magazine, y panelista de Bendita, Convicciones y 90 días o menos.
Desde 2016 trabaja en Implacables por Canal 9.
Es conductor del programa Conectados con la actualidad, todos los viernes de 14 a 15 horas por Radio Zonica.

## Polémicas
En 2019  fue denunciado por su expareja Mónica Fernández por violencia de género y abuso sexual con amenazas agravadas por el uso de armas de fuego. Medina estuvo internado por un cuadro de depresión y pasó un mes en una clínica de rehabilitación. Medina reconoció su adicción a las drogas y comenzó a trabajar como operador socioterapéutico en comunidades terapéuticas con chicos que tienen adicciones. Tuvo problemas en esa clínica cuando se negó a realizarse un test antidopaje mientras trabajaba. En 2022, fue detenido por una mega causa de explotación a 200 personas y acusado de ser la cabeza de marketing y principal reclutador de la comunidad terapéutica para adictos La Razón de Vivir. Fue acusado de captar víctimas para una falsa clínica para adictos y esclavizarlos. A los pocos días fue liberado aunque seguirá imputado por maltrato infantil, reducción a la servidumbre, abandono de persona, asociación ilícita y reducción a la servidumbre en la causa y no podrá acercarse ni a las víctimas y ni a las sedes de  la organización delictiva.

## Discografía

### Mi forma de ser (1992)
En 1992, Marcelo Medina lanzó su álbum "Mi forma de ser", producido por Afo Verde y que contiene algunos covers.
1. - Humo sobre el agua de Deep Purple
2. - Gomazo
3. - Esa chica es mía de Sergio Dalma
4. - Te presiento de Ricardo Montaner
5. - Mil horas de Los Abuelos de la Nada
6. - Loco (tu forma de ser) de Los Auténticos Decadentes
7. - Todos en la madrugada
8. - Bailar pegados de Sergio Dalma
9. - Te vi en un tren de Los Enanitos Verdes
10. - La chica de humo de Emmanuel
11. - La canoa de La Sonora de Bruno Alberto
12. - Amigos
13. - El turco Elías

### Tetomanía (2007)
En 2007 lanzó su segundo álbum, "Tetomanía", bajo la producción de Ramón Garriga y Chino Courvoisier.
1. - Tetomanía
2. - La chica de humo
3. - De boliche en boliche de Los Náufragos
4. - Gomazo
5. - Te presiento
6. - Olvídame y pega la vuelta de Pimpinela
7. - Afrancesado
8. - Bailando en las veredas de Raúl Porchetto
9. - Provócame de Chayanne
10. - Con las manos arriba